# Saint John (Grenada)
Saint John jest jedną z parafii Grenady. Jej stolicą jest Gouyave. Główną gałęzią gospodarki parafii jest rybołówstwo.